# Swansea (Massachusetts)
Swansea è un comune degli Stati Uniti d'America facente parte della contea di Bristol nello stato del Massachusetts.